# 山口広
山口 広（山口 廣、やまぐち ひろし、1949年6月26日 - ）は、日本の弁護士。第二東京弁護士会所属。全国霊感商法対策弁護士連絡会代表世話人(元事務局長)、元日弁連消費者問題対策委員会委員長。東京共同法律事務所所属。宗教法学会会員。宗教と社会学会会員。

## 略歴
福岡県生まれ。福岡教育大学附属久留米小学校・中学校、ラ・サール高等学校を経て、1972年3月東京大学法学部卒業。1975年司法試験合格。1978年司法修習修了（30期）。
元全共闘のメンバーで、成田闘争第二要塞事件等の裁判を担当、また旧ソ連のスパイ事件に関連したレフチェンコ事件裁判では旧社会党側の弁護をした。

## 活動
早くから消費者問題に関心を持ち、世界基督教統一神霊協会（統一教会、統一協会）などカルト被害者救済の第一人者で、1987年に全国霊感商法対策弁護士連絡会が結成されて以来、事務局長として取り組んできた（現在は代表世話人のひとり）。MRIインターナショナル被害弁護団の団長も務めている。

### 幸福の科学による威嚇目的の訴訟の認定
1996年12月、宗教法人幸福の科学の元信者が、多額の献金を強制されたとして山口を訴訟代理人として幸福の科学への損害賠償請求訴訟を提起、山口は提訴記者会見を開くなどした。この訴訟は強制の事実はないと判決で認定され元信者側の敗訴が確定した。これによって幸福の科学側は「虚偽の事実を訴えた訴訟と会見で、名誉を傷つけられた」と主張して、1997年1月に元信者と山口らに対し総額8億円の損害賠償請求訴訟を提起した。
これに対し、山口は上記訴訟の提起が不法行為に当たるとして幸福の科学に800万円の損害賠償を請求し反訴。判決において土屋文昭裁判長（東京地裁）は、幸福の科学による損害賠償請求は「批判的言論を威嚇する目的をもって（略）請求額が到底認容されないことを認識した上で、あえて本訴を提起したものであって、このような訴え提起の目的及び態様は（略）著しく相当性を欠き、違法」と述べ、幸福の科学に対し山口に100万円を支払うよう命じた。教団が元信者と山口に賠償などを求めた訴訟については請求を棄却。二審の東京高裁は双方の控訴を棄却して一審判決を支持、最高裁は幸福の科学の上告を棄却し、幸福の科学の敗訴が確定した。なお発端となった訴訟は元信者敗訴が確定していた。

## 著書
単著
- 『検証・統一協会 霊感商法の実態』緑風出版、1993年3月。ISBN 978-4846193669。
  - 『検証・統一教会＝家庭連合 霊感商法・世界平和統一家庭連合の実態』緑風出版、2017年4月15日。ISBN 978-4846117061。

共著
- 『ドキュメント 埼玉土曜会談合―市民が裁く利権の温床』田島俊雄,山口広(共著)、東洋経済新報社、1995年、ISBN 4492221328。
- 『くらしの相談室 消費者トラブルQ&A』伊東良徳,山口広,紀藤正樹(共著)、有斐閣、1999年、ISBN 4641280134
- 山口広、滝本太郎、紀藤正樹『Q&A 宗教トラブル110番―しのびよるカルト』民事法研究会、1999年4月。ISBN 978-4896280333。
- 山口広、平田広志、中村周而、紀藤正樹『カルト宗教のトラブル対策―日本と欧米の実情と取り組み』教育史料出版会、2000年5月。ISBN 978-4876523818。
- 『憲法の危機をこえて』宮里邦雄,海渡雄一,山口広(共著)、明石書店、2007年2月、ISBN 978-4750325095
- 山口広、佐高信、川井康雄、阿部克臣、木村壯、中川亮、久保内浩嗣『統一教会との闘い―35年、そしてこれから』旬報社、2022年10月31日。ISBN 978-4845117772。
- 島薗進、佐々充昭、川瀬貴也、永岡崇、中西尋子、藤本拓也、山口広、正木伸城 著、島薗進 編『これだけは知っておきたい統一教会問題』東洋経済新報社、2023年8月30日。ISBN 978-4492224137。